# 藤岡町赤麻
藤岡町赤麻（ふじおかまちあかま）は、栃木県栃木市の大字。郵便番号は323-1102。 
　

## 地理
栃木市の南部、藤岡地域の中部、赤麻地区の東部に位置している。北は岩舟町曲ケ島・藤岡町中根・藤岡町富吉、東は藤岡町中根・藤岡町西前原・藤岡町帯刀・藤岡町石川、南は藤岡町内野・藤岡町藤岡、西は藤岡町藤岡・藤岡町大前とそれぞれ接している。
旧赤麻村で、南東は旧谷中村。間に赤麻沼があった。現在は渡良瀬川が流れており、東部と渡良瀬川以南は渡良瀬遊水地となっている。

## 歴史
- 1889年（明治22年）4月1日 - 町村制施行により、下都賀郡の赤麻村、大前村が合併し下都賀郡赤麻村が成立、赤麻村大字赤麻となる。
- 1955年（昭和30年）3月31日 - 赤麻村が藤岡町（旧）、三鴨村、部屋村と合併し下都賀郡藤岡町（新）が成立、藤岡町大字赤麻となる。
- 2010年（平成22年）3月29日 - 藤岡町が栃木市（旧）、大平町、都賀町と合併し栃木市（新）が成立。同時に地域自治区「藤岡町」が設置され、栃木市藤岡町赤麻となる。

## 世帯数と人口
2017年（平成29年）8月31日現在の世帯数と人口は以下の通りである。
| 大字       | 世帯数  | 人口    |
| ---------- | ------- | ------- |
| 藤岡町赤麻 | 590世帯 | 1,724人 |

## 施設など
- 栃木市立赤麻小学校
- 栃木市赤麻保育園
- 赤麻郵便局
- 渡良瀬遊水地

## 道路
- 栃木県道50号藤岡乙女線

## 小・中学校の学区
市立小・中学校に通う場合、学区は以下の通りとなる。
|      | 小学校             | 中学校                 |
| ---- | ------------------ | ---------------------- |
| 全域 | 栃木市立赤麻小学校 | 栃木市立藤岡第一中学校 |